# Croatian Juniors 2006
Das Croatian Juniors 2006 fand als bedeutendstes internationales Nachwuchsturnier von Kroatien im Badminton vom 20. bis zum 22. Oktober 2006 in Poreč statt.

## Sieger und Platzierte
| Disziplin    | Gold                                | Silber                             | Bronze                           |
| ------------ | ----------------------------------- | ---------------------------------- | -------------------------------- |
| Herreneinzel | Kieran Merrilees                    | Zvonimir Đurkinjak                 | Aljoša Turk                      |
| Herreneinzel | Kieran Merrilees                    | Zvonimir Đurkinjak                 | Matevž Bajuk                     |
| Dameneinzel  | Linda Sloan                         | Petra Petranović                   | Tina Petranović                  |
| Dameneinzel  | Linda Sloan                         | Petra Petranović                   | Martina Vacková                  |
| Herrendoppel | Thomas Bethell Paul van Rietvelde   | Igor Čimbur Zvonimir Hölbling      | Aljoša Turk Matevž Bajuk         |
| Herrendoppel | Thomas Bethell Paul van Rietvelde   | Igor Čimbur Zvonimir Hölbling      | Martin Kožar Marek Eliaš         |
| Damendoppel  | Šárka Křížková Martina Vacková      | Adéla Molnáriová Eliška Maixnerová | Iva Majstrović Staša Poznanović  |
| Damendoppel  | Šárka Křížková Martina Vacková      | Adéla Molnáriová Eliška Maixnerová | Petra Petranović Tina Petranović |
| Mixed        | Zvonimir Đurkinjak Staša Poznanović | Thomas Bethell Linda Sloan         | Pavel Drančák Eliška Maixnerová  |
| Mixed        | Zvonimir Đurkinjak Staša Poznanović | Thomas Bethell Linda Sloan         | Janž Omerzu Nika Končut          |